# Avatar, The Last Airbender: The Rise of Kyoshi
Avatar, The Last Airbender: The Rise of Kyoshi is een Amerikaanse Fantastische roman, en de eerste young-adult geschreven door de amerikaanse auteurs Y.C. Lee en Michael Dante DiMartino als onderdeel van de tweedelige serie van Kyoshi romans. The Rise of Kyoshi is een New York Times bestseller en speelt zich in dezelfde wereld af uit de televisieserie Avatar: De Legende van Aang. Het boek volgt Avatar Kyoshi, de Avatar voor Avatar Roku en Aang die werd geboren in het Aarderijk.